# Sasse (Buéa)
Ne doit pas être confondu avec Sasse.
Sasse est une localité du Cameroun située dans le département du Fako et la Région du Sud-Ouest. Elle fait partie de la commune de Buéa.

## Histoire

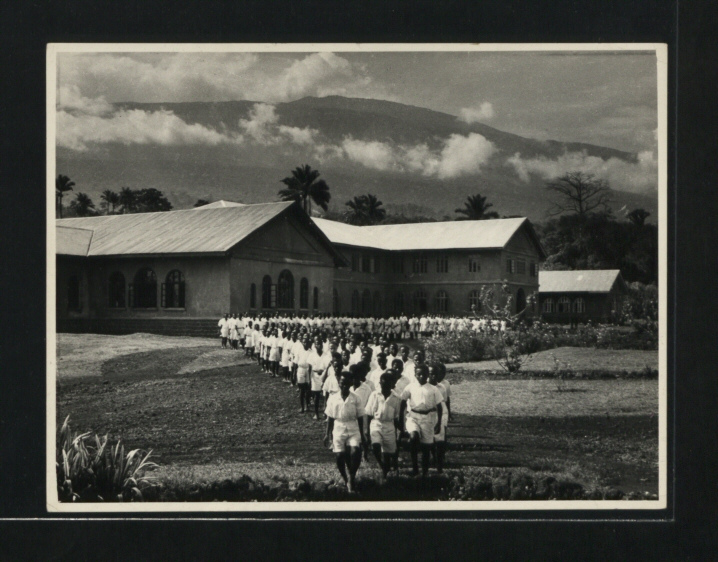
Collégiens se rendant à l'église.

Sous l'occupation allemande, elle s'appelle « Einsiedeln », du nom de la ville suisse. Une mission catholique y est créée en 1907. La première école secondaire du pays y est fondée en 1938. De nombreux membres des élites du Cameroun britannique y ont été formés.
Sasse abrite toujours un établissement privé, le St. Joseph’s College.

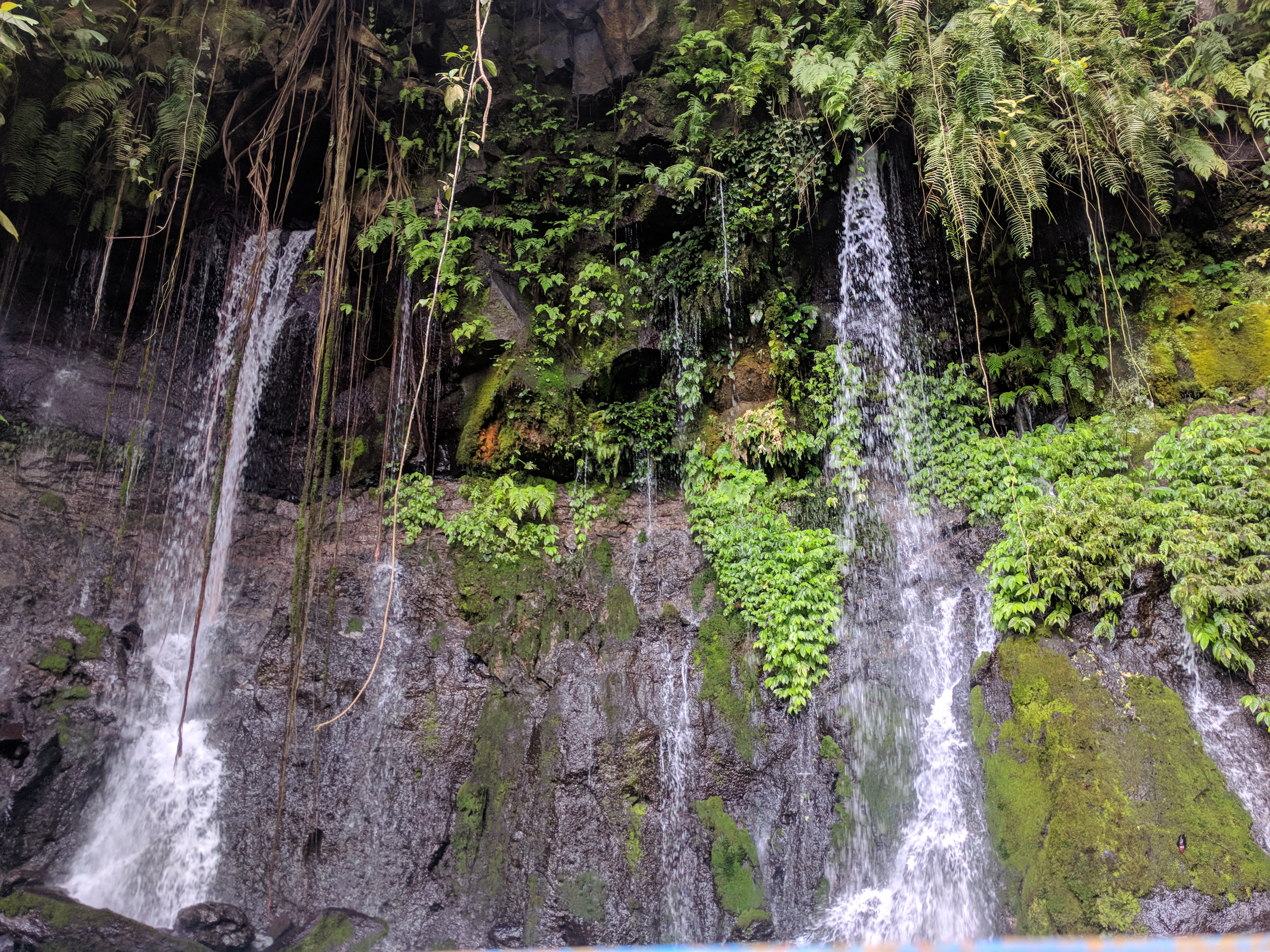
Waterfall, Sasse-Buea

## Population
En 1953, la localité comptait 314 habitants, puis environ 600 en 1968.